# Famille (biologie)
Pour les articles homonymes, voir Famille (homonymie).
En classification scientifique des espèces, la famille est un taxon qui rassemble les genres ayant une certaine proximité phylogénétique, en étant issus d'un dernier ancêtre commun relativement récent.

## Terminaisons latines indiquant le rang
Le nom scientifique des familles se termine par le suffixe -aceae chez les plantes, algues et champignons (āceae est le pluriel féminin du latin āceus, « ressemblance »), et par -idae chez les animaux (latinisation du grec εἶδος / eîdos, « forme, apparence »),.

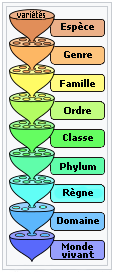
Principaux rangs taxinomiques.

Le nom français de ces termes, quand il est attesté, est un pluriel finissant généralement en -acées (botanique) ou -idés (zoologie).

## Exemples
- Végétaux : Liliaceae (Liliacées en français[2]), Orchidaceae (Orchidacées[3], mais Orchidées est un synonyme usuel[4]), Cactaceae (Cactacées[5], mais Cactées est un synonyme rare de Cactacées et du nom usuel Cactus[6]), Gentianaceae (Gentianacées, mais aussi Gentianées[7]).
- Animaux : Cervidae (Cervidés en français[8]), Hominidae (Hominidés[9]), Felidae (Félidés, mais aussi Félins[10]).

## Autres rangs taxonomiques
Les rangs taxonomiques utilisés en systématique linnéenne pour indiquer la hiérarchie entre les taxons nommés dans la classification du monde vivant sont les suivants (par ordre décroissant) :
- Super-règne, Empire, Domaine (Superregnum, Imperium, Dominium)
- Règne (Regnum)
- Sous-règne (Subregnum)
- Rameau (Ramus, « branch » en anglais)
- Infra-règne (Infraregnum)
  - Super-embranchement, Super-division (Superphylum, Superdivisio)
  - Embranchement, Division (Phylum, Divisio)[c]
  - Sous-embranchement, Sous-division (Subphylum, Subdivisio)
  - Infra-embranchement (Infraphylum)
  - Micro-embranchement (Microphylum)
    - Super-classe (Superclassis)
    - Classe (Classis)
    - Sous-classe (Subclassis)
    - Infra-classe (Infraclassis)
      - Super-ordre (Superordo)
      - Ordre (Ordo)
      - Sous-ordre (Subordo)
      - Infra-ordre (Infraordo)
      - Micro-ordre (Microordo)
        - Super-famille (Superfamilia)
        - Famille (Familia)
        - Sous-famille (Subfamilia)
        - Super-tribu (Supertribus)
        - Tribu (Tribus)
        - Sous-tribu (Subtribus)
          - Genre (Genus)
          - Sous-genre (Subgenus)
          - Section (Sectio)
          - Sous-section (Subsectio)
            - Espèce (Species)
            - Sous-espèce (subspecies) – dernier rang zoologique officiel[d]
            - Variété (varietas) – race étant un rang zoologique informel[d]
            - Sous-variété (subvarietas) – sous-race étant un rang zoologique informel[d]
            - Forme (forma) dernier rang en mycologie – forme étant un rang zoologique informel
            - Sous-forme (subforma)